# 前40年
| 千纪： | 前1千纪 |
| 世纪： | 前2世纪 \| 前1世纪 \| 1世纪                                                                                |
| 年代： | 前70年代 \| 前60年代 \| 前50年代 \| 前40年代 \| 前30年代 \| 前20年代 \| 前10年代                           |
| 年份： | 前45年 \| 前44年 \| 前43年 \| 前42年 \| 前41年 \| 前40年 \| 前39年 \| 前38年 \| 前37年 \| 前36年 \| 前35年 |
| 纪年： | 西汉永光四年                                                                                               |

## 出生
- 克利奥帕特拉八世和她的孪生兄弟，克利奥帕特拉七世的孩子。